# Ададо
Ададо — місто в Сомалі, входить до складу центрального регіону Галмудуг. Проголошена столицею невизнаної держави Хіман і Хеб. Кількість населення станом на 2012 рік становить 2938 осіб.